# Acontia includens
Acontia includens là một loài bướm đêm trong họ Noctuidae.